# Gabrielle
Gabrielle, właśc. Louise Gabrielle Bobb (ur. 16 lipca 1969 w Londynie) – brytyjska wokalistka.

## Życiorys
Karierę zaczynała śpiewając w londyńskich klubach West Endu. Wielkim przełomem okazało się nagranie dema "Dreams", opartego na samplach z piosenki "Fast Car" Tracy Chapman. Piosenka trafiła do wydawnictwa płytowego Go! Beat i została ponownie nagrana (już bez sampli z "Fast Car"). Stała się wielkim hitem i przez trzy tygodnie nie opuszczała szczytów brytyjskich list przebojów.
Debiutancki longplay wokalistki Find Your Way, który ukazał się w 1993, znalazł ponad milion nabywców i utorował drogę drugiemu album – Gabrielle (1996), wyprodukowanym przez Boilerhouse Boys. W ciągu tych trzech lat wokalistka wydała dziewięć singli, z czego pięć nalazło się w UK Top 10, jednocześnie ugruntowała swoją pozycję jako gwiazda muzyki soul, silnie związana z najlepszą tradycją w stylu Marvina Gaye'a, Barry'ego White'a lub Bobby'ego Womacka, a jednocześnie otwarta na współczesne brzmienia. W roku 2000 Gabrielle zaprezentowała trzeci album Rise. Tytułowy utwór zawierał sample z legendarnej piosenki Boba Dylana "Knockin' On Heaven's Door". Rok później ukazał się album Dreams Can Come True: Greatest Hits Vol. 1, na którym znajdują się wszystkie największe przeboje piosenkarki – album stanowi wiązankę przebojów muzyki pop. W czerwcu 2004 roku ukazał się kolejny album zatytułowany Play to Win. Gabrielle odeszła nieco od muzyki soulowej na rzecz popu i odrobiny country. Produkcję wokalistka powierzyła ponownie dwóm tandemom: Stannard & Gallagher z Dublina i Jonathon Shorten z Londynu. Ona sama jest współautorką wszystkich utworów. Jej piosenka "Out of Reach" stała się głównym motywem muzycznym ścieżki dźwiękowej do filmu Dziennik Bridget Jones.
Śpiewała osobiście z Nelsonem Mandelą.

## Nagrody
- Brit Awards (dwukrotnie)
- MOBO (kilkakrotnie)
- American Music Awards

## Dyskografia
- 1993: Find Your Way
- 1996: Gabrielle (trzykrotna platynowa płyta)
- 1999: Rise (poczwórna platynowa płyta)
- 2001: Dreams Can Come True, Greatest Hits Vol. 1
- 2004: Play to Win
- 2007: Always
- 2018: Under My Skin